# Eleições legislativas portuguesas de 2025 no distrito de Castelo Branco
| Eleições legislativas portuguesas de 2025 Distritos: Aveiro \| Beja \| Braga \| Bragança \| Castelo Branco \| Coimbra \| Évora \| Faro \| Guarda \| Leiria \| Lisboa \| Portalegre \| Porto \| Santarém \| Setúbal \| Viana do Castelo \| Vila Real \| Viseu \| Açores \| Madeira \| Estrangeiro |

## Resultados por concelho
Os resultados nos concelhos do Distrito de Castelo Branco foram os seguintes:

### Belmonte
| Partido                 | Partido                                  | Votos | %               | +/-  |
| ----------------------- | ---------------------------------------- | ----- | --------------- | ---- |
|                         | Partido Socialista                       | 1 103 | 32,44 / 100,00  | 6,95 |
|                         | AD - Coligação PSD/CDS                   | 923   | 27,15 / 100,00  | 4,31 |
|                         | Chega                                    | 857   | 25,21 / 100,00  | 5,48 |
|                         | Coligação Democrática Unitária (PCP-PEV) | 84    | 2,47 / 100,00   | 0,73 |
|                         | Livre                                    | 76    | 2,24 / 100,00   | 0,87 |
|                         | Alternativa Democrática Nacional         | 64    | 1,88 / 100,00   | 0,20 |
|                         | Iniciativa Liberal                       | 62    | 1,82 / 100,00   | 0,22 |
|                         | Bloco de Esquerda                        | 53    | 1,56 / 100,00   | 2,32 |
|                         | Pessoas–Animais–Natureza                 | 49    | 1,44 / 100,00   | 0,22 |
|                         | Outros (com menos de 1,00%)              | 27    | 0,80 / 100,00   |      |
| Votos Inválidos         | Votos Inválidos                          | 102   | 3,00 / 100,00   | 0,48 |
| Total                   | Total                                    | 3 400 | 100,00 / 100,00 |      |
| Eleitorado/Participação | Eleitorado/Participação                  | 5 811 | 58,51 / 100,00  | 1,43 |

| Freguesia                   | %     | %     | %     | %    | %    | %    | %    | %    | %    | Votantes | Taxa de Participação |
| Freguesia                   | PS    | AD    | CH    | CDU  | L    | ADN  | IL   | BE   | PAN  | Votantes | Taxa de Participação |
| --------------------------- | ----- | ----- | ----- | ---- | ---- | ---- | ---- | ---- | ---- | -------- | -------------------- |
| Freguesia                   |       |       |       |      |      |      |      |      |      | Votantes | Taxa de Participação |
| Belmonte e Colmeal da Torre | 32,82 | 25,66 | 27,00 | 2,37 | 2,27 | 1,75 | 1,65 | 1,44 | 1,24 | 1 941    | 60,60                |
| Caria                       | 28,87 | 29,70 | 26,48 | 2,28 | 2,60 | 1,77 | 2,18 | 1,77 | 1,45 | 963      | 56,25                |
| Inguias                     | 34,65 | 28,27 | 19,76 | 2,43 | 0,91 | 3,34 | 2,43 | 2,13 | 2,13 | 329      | 53,67                |
| Maçainhas                   | 44,31 | 27,54 | 7,78  | 4,79 | 2,40 | 1,20 | 0,60 | 0,60 | 2,40 | 167      | 59,01                |
| Belmonte                    | 32,44 | 27,15 | 25,21 | 2,47 | 2,24 | 1,88 | 1,82 | 1,56 | 1,44 | 3 400    | 58,51                |

### Castelo Branco
| Partido                 | Partido                                  | Votos  | %               | +/-  |
| ----------------------- | ---------------------------------------- | ------ | --------------- | ---- |
|                         | AD - Coligação PSD/CDS                   | 9 551  | 30,79 / 100,00  | 2,91 |
|                         | Chega                                    | 8 836  | 28,48 / 100,00  | 4,24 |
|                         | Partido Socialista                       | 7 739  | 24,95 / 100,00  | 4,52 |
|                         | Iniciativa Liberal                       | 1 217  | 3,92 / 100,00   | 0,40 |
|                         | Livre                                    | 889    | 2,87 / 100,00   | 0,47 |
|                         | Bloco de Esquerda                        | 509    | 1,64 / 100,00   | 2,60 |
|                         | Coligação Democrática Unitária (PCP-PEV) | 507    | 1,63 / 100,00   | 0,23 |
|                         | Alternativa Democrática Nacional         | 477    | 1,54 / 100,00   | 0,28 |
|                         | Pessoas–Animais–Natureza                 | 311    | 1,00 / 100,00   | 0,55 |
|                         | Outros (com menos de 1,00%)              | 245    | 0,79 / 100,00   |      |
| Votos Inválidos         | Votos Inválidos                          | 742    | 2,39 / 100,00   | 0,13 |
| Total                   | Total                                    | 31 023 | 100,00 / 100,00 |      |
| Eleitorado/Participação | Eleitorado/Participação                  | 47 959 | 64,69 / 100,00  | 2,46 |

| Freguesia                        | %     | %     | %     | %    | %    | %    | %    | %    | %    | Votantes | Taxa de Participação |
| Freguesia                        | AD    | CH    | PS    | IL   | L    | BE   | CDU  | ADN  | PAN  | Votantes | Taxa de Participação |
| -------------------------------- | ----- | ----- | ----- | ---- | ---- | ---- | ---- | ---- | ---- | -------- | -------------------- |
| Freguesia                        |       |       |       |      |      |      |      |      |      | Votantes | Taxa de Participação |
| Alcains                          | 24,38 | 31,05 | 27,29 | 4,03 | 2,95 | 1,78 | 1,55 | 1,94 | 1,05 | 2 580    | 58,72                |
| Almaceda                         | 34,38 | 19,53 | 32,03 | 1,17 | 1,17 | 2,34 | 0,78 | 3,13 | 0,39 | 256      | 52,46                |
| Benquerenças                     | 25,12 | 27,59 | 30,30 | 3,69 | 2,96 | 1,72 | 0,49 | 1,72 | 0,99 | 406      | 67,33                |
| Castelo Branco                   | 32,75 | 28,85 | 22,34 | 4,58 | 3,13 | 1,69 | 1,63 | 1,19 | 1,04 | 20 768   | 66,72                |
| Cebolais de Cima e Retaxo        | 20,65 | 27,10 | 35,23 | 2,99 | 2,15 | 2,24 | 3,27 | 1,31 | 1,31 | 1 070    | 66,67                |
| Escalos de Baixo e Mata          | 23,06 | 31,48 | 30,81 | 2,53 | 3,54 | 1,18 | 1,68 | 1,52 | 1,18 | 594      | 58,99                |
| Escalos de Cima e Lousa          | 22,90 | 27,68 | 36,35 | 1,68 | 1,42 | 1,68 | 1,03 | 2,59 | 0,91 | 773      | 61,50                |
| Freixial e Juncal do Campo       | 21,50 | 29,95 | 32,61 | 1,45 | 3,38 | 2,17 | 1,45 | 1,93 | 0,72 | 414      | 64,49                |
| Lardosa                          | 26,49 | 29,48 | 29,68 | 1,79 | 1,39 | 1,79 | 2,79 | 2,39 | 0,80 | 502      | 63,07                |
| Louriçal do Campo                | 35,93 | 24,07 | 31,11 | 1,11 | 0,37 | 0,74 | 0,74 | 1,85 | 0,74 | 270      | 59,87                |
| Malpica do Tejo                  | 9,00  | 26,54 | 49,29 | 0    | 1,90 | 0,47 | 8,53 | 0,95 | 0    | 211      | 61,70                |
| Monforte da Beira                | 25,00 | 11,11 | 51,11 | 1,67 | 1,11 | 1,11 | 0,56 | 2,22 | 1,11 | 180      | 63,60                |
| Ninho do Açor e Sobral do Campo  | 28,06 | 35,46 | 21,68 | 2,81 | 1,28 | 1,28 | 0,51 | 3,57 | 2,04 | 392      | 62,22                |
| Póvoa de Rio de Moinhos e Cafede | 28,49 | 29,28 | 23,51 | 3,59 | 2,79 | 1,79 | 1,39 | 2,59 | 0,80 | 502      | 59,76                |
| Salgueiro do Campo               | 26,34 | 23,41 | 36,34 | 1,71 | 3,17 | 0,73 | 0,98 | 3,17 | 0,24 | 410      | 67,55                |
| Santo André das Tojeiras         | 37,99 | 24,68 | 27,27 | 0,65 | 1,30 | 0,65 | 1,30 | 1,30 | 0,97 | 308      | 55,20                |
| São Vicente da Beira             | 40,03 | 21,12 | 24,36 | 1,36 | 2,21 | 1,02 | 1,36 | 4,43 | 0,68 | 587      | 62,12                |
| Sarzedas                         | 41,63 | 21,86 | 26,43 | 1,52 | 1,90 | 0,57 | 0,57 | 2,66 | 0,19 | 526      | 58,77                |
| Tinalhas                         | 29,56 | 29,20 | 24,82 | 2,92 | 1,82 | 1,46 | 0,73 | 2,19 | 1,09 | 274      | 56,03                |
| Castelo Branco                   | 30,79 | 28,48 | 24,95 | 3,92 | 2,87 | 1,64 | 1,63 | 1,54 | 1,00 | 31 023   | 64,69                |

### Covilhã
| Partido                 | Partido                                  | Votos  | %               | +/-  |
| ----------------------- | ---------------------------------------- | ------ | --------------- | ---- |
|                         | Partido Socialista                       | 10 083 | 36,32 / 100,00  | 6,68 |
|                         | AD - Coligação PSD/CDS                   | 7 430  | 26,76 / 100,00  | 3,73 |
|                         | Chega                                    | 5 266  | 18,97 / 100,00  | 4,82 |
|                         | Coligação Democrática Unitária (PCP-PEV) | 1 020  | 3,67 / 100,00   | 0,09 |
|                         | Livre                                    | 916    | 3,30 / 100,00   | 0,98 |
|                         | Iniciativa Liberal                       | 819    | 2,95 / 100,00   | 0,34 |
|                         | Bloco de Esquerda                        | 570    | 2,05 / 100,00   | 3,26 |
|                         | Alternativa Democrática Nacional         | 367    | 1,32 / 100,00   | 0,46 |
|                         | Pessoas–Animais–Natureza                 | 279    | 1,00 / 100,00   | 0,31 |
|                         | Outros (com menos de 1,00%)              | 256    | 0,91 / 100,00   |      |
| Votos Inválidos         | Votos Inválidos                          | 757    | 2,73 / 100,00   | 0,17 |
| Total                   | Total                                    | 27 763 | 100,00 / 100,00 |      |
| Eleitorado/Participação | Eleitorado/Participação                  | 43 032 | 64,52 / 100,00  | 2,42 |

| Freguesia                        | %     | %     | %     | %    | %    | %    | %    | %    | %    | Votantes | Taxa de Participação |
| Freguesia                        | PS    | AD    | CH    | CDU  | L    | IL   | BE   | ADN  | PAN  | Votantes | Taxa de Participação |
| -------------------------------- | ----- | ----- | ----- | ---- | ---- | ---- | ---- | ---- | ---- | -------- | -------------------- |
| Freguesia                        |       |       |       |      |      |      |      |      |      | Votantes | Taxa de Participação |
| Aldeia de São Francisco de Assis | 40,78 | 17,73 | 26,24 | 4,96 | 2,13 | 1,06 | 1,06 | 1,77 | 1,42 | 282      | 63,23                |
| Barco e Coutada                  | 38,90 | 27,47 | 19,12 | 0,44 | 1,98 | 3,30 | 2,86 | 1,98 | 1,10 | 455      | 55,69                |
| Boidobra                         | 34,42 | 26,95 | 18,41 | 4,86 | 3,36 | 3,58 | 1,97 | 1,01 | 1,39 | 1 874    | 68,49                |
| Cantar-Galo e Vila do Carvalho   | 43,87 | 18,02 | 18,76 | 4,39 | 2,75 | 1,74 | 2,80 | 1,64 | 1,22 | 1 892    | 62,16                |
| Casegas e Ourondo                | 36,50 | 27,89 | 17,80 | 5,64 | 2,08 | 1,19 | 1,19 | 3,26 | 0,30 | 337      | 47,13                |
| Cortes do Meio                   | 35,10 | 28,41 | 15,47 | 4,62 | 1,62 | 3,23 | 1,15 | 3,23 | 1,15 | 433      | 62,94                |
| Covilhã e Canhoso                | 35,43 | 30,05 | 15,77 | 3,07 | 4,58 | 3,55 | 2,39 | 0,90 | 1,10 | 10 697   | 65,66                |
| Dominguizo                       | 30,44 | 31,10 | 24,71 | 1,64 | 2,29 | 1,96 | 1,47 | 1,64 | 0,82 | 611      | 67,00                |
| Erada                            | 40,20 | 24,81 | 21,09 | 0,99 | 3,47 | 0,74 | 2,48 | 2,48 | 0,74 | 403      | 66,94                |
| Ferro                            | 29,96 | 25,03 | 24,91 | 2,89 | 2,65 | 4,21 | 2,89 | 1,81 | 1,68 | 831      | 60,44                |
| Orjais                           | 38,82 | 26,12 | 19,29 | 2,12 | 2,35 | 3,06 | 1,41 | 3,06 | 0,47 | 425      | 67,68                |
| Paul                             | 23,75 | 27,70 | 29,55 | 5,67 | 2,51 | 2,64 | 2,11 | 1,06 | 0,92 | 758      | 57,38                |
| Peraboa                          | 32,54 | 34,13 | 23,81 | 1,59 | 2,38 | 1,39 | 0,60 | 1,19 | 0,20 | 504      | 58,33                |
| Peso e Vales do Rio              | 37,52 | 31,31 | 17,00 | 1,75 | 1,89 | 2,70 | 1,08 | 2,16 | 0,27 | 741      | 61,85                |
| São Jorge da Beira               | 51,32 | 25,00 | 8,88  | 3,29 | 1,97 | 1,32 | 0,99 | 1,32 | 0,66 | 304      | 62,17                |
| Sobral de São Miguel             | 41,92 | 33,84 | 11,11 | 1,01 | 0,51 | 2,53 | 1,52 | 2,53 | 0    | 198      | 65,35                |
| Teixoso e Sarzedo                | 40,98 | 21,61 | 22,26 | 1,58 | 2,48 | 2,76 | 1,95 | 1,54 | 0,97 | 2 462    | 66,70                |
| Tortosendo                       | 34,75 | 24,78 | 20,39 | 7,63 | 2,91 | 2,97 | 1,45 | 1,09 | 0,70 | 3 301    | 70,08                |
| Unhais da Serra                  | 40,24 | 22,50 | 22,06 | 3,28 | 1,04 | 1,79 | 1,64 | 1,19 | 1,19 | 671      | 65,53                |
| Vale Formoso e Aldeia do Souto   | 34,51 | 20,38 | 28,53 | 4,35 | 1,36 | 0,82 | 2,45 | 2,45 | 0,27 | 368      | 56,70                |
| Verdelhos                        | 34,72 | 16,67 | 33,80 | 5,09 | 0,46 | 1,39 | 0,46 | 1,85 | 2,31 | 216      | 40,83                |
| Covilhã                          | 36,32 | 26,76 | 18,97 | 3,67 | 3,30 | 2,95 | 2,05 | 1,32 | 1,00 | 27 763   | 64,52                |

### Fundão
| Partido                 | Partido                                  | Votos  | %               | +/-  |
| ----------------------- | ---------------------------------------- | ------ | --------------- | ---- |
|                         | AD - Coligação PSD/CDS                   | 4 591  | 30,22 / 100,00  | 3,24 |
|                         | Partido Socialista                       | 4 390  | 28,90 / 100,00  | 4,69 |
|                         | Chega                                    | 3 823  | 25,17 / 100,00  | 4,70 |
|                         | Iniciativa Liberal                       | 472    | 3,11 / 100,00   | 0,16 |
|                         | Livre                                    | 364    | 2,40 / 100,00   | 0,43 |
|                         | Alternativa Democrática Nacional         | 298    | 1,96 / 100,00   | 0,43 |
|                         | Bloco de Esquerda                        | 279    | 1,84 / 100,00   | 2,45 |
|                         | Coligação Democrática Unitária (PCP-PEV) | 270    | 1,78 / 100,00   | 0,14 |
|                         | Outros (com menos de 1,00%)              | 287    | 1,89 / 100,00   |      |
| Votos Inválidos         | Votos Inválidos                          | 417    | 2,85 / 100,00   | 0,10 |
| Total                   | Total                                    | 15 191 | 100,00 / 100,00 |      |
| Eleitorado/Participação | Eleitorado/Participação                  | 24 745 | 61,39 / 100,00  | 2,04 |

| Freguesia                           | %     | %     | %     | %    | %    | %    | %    | %    | Votantes | Taxa de Participação |
| Freguesia                           | AD    | PS    | CH    | IL   | L    | ADN  | BE   | CDU  | Votantes | Taxa de Participação |
| ----------------------------------- | ----- | ----- | ----- | ---- | ---- | ---- | ---- | ---- | -------- | -------------------- |
| Freguesia                           |       |       |       |      |      |      |      |      | Votantes | Taxa de Participação |
| Alcaide                             | 23,97 | 38,84 | 17,36 | 1,93 | 2,75 | 1,65 | 3,31 | 3,31 | 363      | 64,82                |
| Alcaria                             | 29,56 | 30,50 | 22,64 | 2,20 | 2,67 | 2,20 | 2,20 | 2,04 | 636      | 62,85                |
| Alcongosta                          | 27,86 | 27,48 | 24,43 | 1,53 | 2,67 | 3,82 | 4,58 | 3,05 | 262      | 69,31                |
| Alpedrinha                          | 37,89 | 25,67 | 24,64 | 2,48 | 1,45 | 2,48 | 1,04 | 1,24 | 483      | 58,55                |
| Barroca                             | 29,08 | 39,84 | 22,31 | 1,59 | 0,40 | 1,59 | 0,40 | 0,40 | 251      | 55,41                |
| Bogas de Cima                       | 46,41 | 20,99 | 21,55 | 2,76 | 0,55 | 2,21 | 1,10 | 0,55 | 181      | 53,08                |
| Capinha                             | 29,30 | 26,05 | 32,09 | 1,86 | 0,47 | 0,93 | 0,47 | 2,79 | 215      | 50,47                |
| Castelejo                           | 30,77 | 20,00 | 29,49 | 1,28 | 1,28 | 4,36 | 2,56 | 2,31 | 390      | 61,13                |
| Castelo Novo                        | 38,42 | 32,11 | 15,26 | 3,16 | 2,63 | 2,63 | 1,05 | 1,58 | 190      | 67,86                |
| Enxames                             | 25,00 | 35,59 | 25,42 | 1,27 | 2,54 | 3,39 | 2,12 | 0    | 236      | 62,60                |
| Fatela                              | 16,45 | 34,52 | 37,42 | 3,23 | 1,94 | 0,65 | 1,94 | 0,97 | 310      | 66,95                |
| Fundão                              | 31,20 | 28,23 | 23,69 | 4,16 | 3,13 | 1,43 | 2,05 | 1,81 | 7 408    | 65,66                |
| Janeiro de Cima e Bogas de Baixo    | 37,60 | 31,60 | 19,60 | 1,60 | 1,20 | 2,40 | 1,20 | 2,40 | 250      | 52,63                |
| Lavacolhos                          | 20,00 | 45,00 | 20,83 | 0,83 | 0    | 1,67 | 1,67 | 3,33 | 120      | 60,30                |
| Orca                                | 31,84 | 32,96 | 20,97 | 1,87 | 0,75 | 2,25 | 1,50 | 1,12 | 267      | 54,05                |
| Pero Viseu                          | 20,36 | 27,06 | 39,95 | 2,84 | 0,77 | 0,77 | 1,03 | 3,09 | 388      | 57,14                |
| Póvoa de Atalaia e Atalaia do Campo | 29,90 | 23,81 | 33,33 | 1,90 | 1,33 | 2,29 | 2,10 | 0,95 | 525      | 56,39                |
| Silvares                            | 25,33 | 34,03 | 26,47 | 2,08 | 2,46 | 0,95 | 0,95 | 0,76 | 529      | 58,00                |
| Soalheira                           | 34,05 | 22,06 | 30,41 | 3,00 | 1,71 | 2,57 | 1,71 | 1,07 | 467      | 57,58                |
| Souto da Casa                       | 29,60 | 27,13 | 24,89 | 3,14 | 3,81 | 2,91 | 0,90 | 2,91 | 446      | 61,10                |
| Telhado                             | 25,73 | 28,65 | 35,01 | 1,86 | 1,33 | 1,33 | 0,80 | 1,06 | 377      | 66,14                |
| Três Povos                          | 29,40 | 32,41 | 22,61 | 2,26 | 0,50 | 4,27 | 1,51 | 1,76 | 398      | 49,87                |
| Vale de Prazeres e Mata da Rainha   | 29,66 | 30,46 | 23,85 | 0,80 | 1,20 | 5,41 | 1,40 | 2,20 | 499      | 44,91                |
| Fundão                              | 30,22 | 28,90 | 25,17 | 3,11 | 2,40 | 1,96 | 1,84 | 1,78 | 15 191   | 61,39                |

### Idanha-a-Nova
| Partido                 | Partido                                  | Votos | %               | +/-  |
| ----------------------- | ---------------------------------------- | ----- | --------------- | ---- |
|                         | Partido Socialista                       | 1 438 | 32,31 / 100,00  | 6,73 |
|                         | Chega                                    | 1 197 | 26,90 / 100,00  | 3,28 |
|                         | AD - Coligação PSD/CDS                   | 1 188 | 26,70 / 100,00  | 4,43 |
|                         | Alternativa Democrática Nacional         | 104   | 2,34 / 100,00   | 0,67 |
|                         | Coligação Democrática Unitária (PCP-PEV) | 102   | 2,29 / 100,00   | 0,06 |
|                         | Livre                                    | 76    | 1,71 / 100,00   | 0,57 |
|                         | Bloco de Esquerda                        | 61    | 1,37 / 100,00   | 1,32 |
|                         | Iniciativa Liberal                       | 56    | 1,26 / 100,00   | 0,22 |
|                         | Outros (com menos de 1,00%)              | 108   | 2,44 / 100,00   |      |
| Votos Inválidos         | Votos Inválidos                          | 120   | 2,70 / 100,00   | 0,55 |
| Total                   | Total                                    | 4 450 | 100,00 / 100,00 |      |
| Eleitorado/Participação | Eleitorado/Participação                  | 7 482 | 59,48 / 100,00  | 2,24 |

| Freguesia                           | %     | %     | %     | %    | %    | %    | %    | %    | Votantes | Taxa de Participação |
| Freguesia                           | PS    | CH    | AD    | ADN  | CDU  | L    | BE   | IL   | Votantes | Taxa de Participação |
| ----------------------------------- | ----- | ----- | ----- | ---- | ---- | ---- | ---- | ---- | -------- | -------------------- |
| Freguesia                           |       |       |       |      |      |      |      |      | Votantes | Taxa de Participação |
| Aldeia de Santa Margarida           | 34,58 | 21,50 | 29,91 | 2,80 | 0,93 | 2,80 | 3,74 | 0    | 107      | 52,97                |
| Idanha-a-Nova e Alcafozes           | 28,91 | 28,22 | 27,91 | 1,93 | 2,78 | 2,08 | 1,54 | 1,54 | 1 297    | 64,11                |
| Ladoeiro                            | 28,62 | 34,70 | 22,86 | 3,29 | 1,48 | 2,30 | 1,32 | 1,32 | 608      | 57,74                |
| Medelim                             | 48,15 | 16,67 | 25,93 | 0,93 | 0,93 | 0,93 | 0    | 0,93 | 108      | 61,02                |
| Monfortinho e Salvaterra do Extremo | 29,87 | 30,20 | 28,19 | 3,02 | 2,68 | 0    | 0,34 | 1,68 | 298      | 58,66                |
| Monsanto e Idanha-a-Velha           | 37,32 | 20,12 | 26,82 | 2,33 | 1,17 | 1,75 | 1,75 | 0,87 | 343      | 59,34                |
| Oledo                               | 33,33 | 16,67 | 32,00 | 0,67 | 5,33 | 1,33 | 1,33 | 2,67 | 150      | 54,15                |
| Penha Garcia                        | 39,83 | 18,31 | 25,29 | 2,62 | 0,58 | 1,16 | 2,33 | 1,45 | 344      | 63,94                |
| Proença-a-Velha                     | 25,58 | 27,91 | 33,72 | 0    | 5,81 | 0    | 1,16 | 0    | 86       | 63,24                |
| Rosmaninhal                         | 30,43 | 36,71 | 23,19 | 2,42 | 1,93 | 0,48 | 0,48 | 0,97 | 207      | 50,61                |
| São Miguel de Acha                  | 30,89 | 15,44 | 38,22 | 2,70 | 2,32 | 3,47 | 1,54 | 1,54 | 259      | 57,17                |
| Toulões                             | 36,19 | 22,86 | 23,81 | 4,76 | 0,95 | 1,90 | 3,81 | 0    | 105      | 64,02                |
| Zebreira e Segura                   | 35,87 | 31,23 | 21,38 | 2,04 | 3,16 | 1,30 | 0,37 | 0,74 | 538      | 55,81                |
| Idanha-a-Nova                       | 32,31 | 26,90 | 26,70 | 2,34 | 2,29 | 1,71 | 1,37 | 1,26 | 4 450    | 59,48                |

### Oleiros
| Partido                 | Partido                          | Votos | %               | +/-     |
| ----------------------- | -------------------------------- | ----- | --------------- | ------- |
|                         | AD - Coligação PSD/CDS           | 1 543 | 52,79 / 100,00  | 4,22    |
|                         | Partido Socialista               | 556   | 19,02 / 100,00  | 4,11    |
|                         | Chega                            | 438   | 14,98 / 100,00  | 0,52    |
|                         | Alternativa Democrática Nacional | 84    | 2,87 / 100,00   | 0,57    |
|                         | Iniciativa Liberal               | 72    | 2,46 / 100,00   | 0,76    |
|                         | Livre                            | 30    | 1,03 / 100,00   | Estável |
|                         | Outros (com menos de 1,00%)      | 86    | 2,94 / 100,00   |         |
| Votos Inválidos         | Votos Inválidos                  | 114   | 3,90 / 100,00   | 0,10    |
| Total                   | Total                            | 2 923 | 100,00 / 100,00 |         |
| Eleitorado/Participação | Eleitorado/Participação          | 4 432 | 65,95 / 100,00  | 1,28    |

| Freguesia                | %     | %     | %     | %    | %     | %    | Votantes | Taxa de Participação |
| Freguesia                | AD    | PS    | CH    | ADN  | IL    | L    | Votantes | Taxa de Participação |
| ------------------------ | ----- | ----- | ----- | ---- | ----- | ---- | -------- | -------------------- |
| Freguesia                |       |       |       |      |       |      | Votantes | Taxa de Participação |
| Álvaro                   | 67,65 | 12,75 | 10,78 | 3,92 | 0     | 0,98 | 102      | 68,00                |
| Cambas                   | 56,83 | 27,34 | 6,47  | 2,88 | 1,44  | 0    | 139      | 53,05                |
| Estreito - Vilar Barroco | 55,77 | 19,96 | 11,74 | 2,94 | 1,37  | 0,39 | 511      | 61,64                |
| Isna                     | 64,00 | 20,80 | 6,40  | 2,40 | 1,60  | 1,60 | 125      | 83,33                |
| Madeirã                  | 51,02 | 22,45 | 11,22 | 1,02 | 10,20 | 0    | 98       | 69,50                |
| Mosteiro                 | 55,62 | 16,29 | 13,48 | 3,37 | 2,81  | 0    | 178      | 69,26                |
| Oleiros - Amieira        | 51,73 | 17,42 | 17,04 | 2,63 | 2,93  | 1,43 | 1 332    | 69,59                |
| Orvalho                  | 35,63 | 25,91 | 26,32 | 3,64 | 1,21  | 0,81 | 247      | 55,88                |
| Sarnadas de São Simão    | 49,48 | 18,56 | 10,31 | 4,12 | 3,09  | 2,06 | 97       | 59,88                |
| Sobral                   | 59,57 | 12,77 | 13,83 | 3,19 | 1,06  | 2,13 | 94       | 75,20                |
| Oleiros                  | 52,79 | 19,02 | 14,98 | 2,87 | 2,46  | 1,03 | 2 923    | 65,95                |

### Penamacor
| Partido                 | Partido                                  | Votos | %               | +/-  |
| ----------------------- | ---------------------------------------- | ----- | --------------- | ---- |
|                         | AD - Coligação PSD/CDS                   | 776   | 32,09 / 100,00  | 6,12 |
|                         | Partido Socialista                       | 698   | 28,87 / 100,00  | 5,89 |
|                         | Chega                                    | 620   | 25,64 / 100,00  | 1,79 |
|                         | Alternativa Democrática Nacional         | 76    | 3,14 / 100,00   | 0,96 |
|                         | Coligação Democrática Unitária (PCP-PEV) | 36    | 1,49 / 100,00   | 0,22 |
|                         | Bloco de Esquerda                        | 35    | 1,45 / 100,00   | 2,43 |
|                         | Livre                                    | 32    | 1,32 / 100,00   | 0,41 |
|                         | Iniciativa Liberal                       | 29    | 1,20 / 100,00   | 0,03 |
|                         | Outros (com menos de 1,00%)              | 56    | 2,32 / 100,00   |      |
| Votos Inválidos         | Votos Inválidos                          | 60    | 2,48 / 100,00   | 0,17 |
| Total                   | Total                                    | 2 418 | 100,00 / 100,00 |      |
| Eleitorado/Participação | Eleitorado/Participação                  | 3 960 | 61,06 / 100,00  | 1,13 |

| Freguesia                                     | %     | %     | %     | %    | %    | %    | %    | %    | Votantes | Taxa de Participação |
| Freguesia                                     | AD    | PS    | CH    | ADN  | CDU  | BE   | L    | IL   | Votantes | Taxa de Participação |
| --------------------------------------------- | ----- | ----- | ----- | ---- | ---- | ---- | ---- | ---- | -------- | -------------------- |
| Freguesia                                     |       |       |       |      |      |      |      |      | Votantes | Taxa de Participação |
| Aldeia do Bispo, Águas e Aldeia de João Pires | 31,27 | 28,88 | 24,30 | 2,79 | 3,19 | 2,39 | 0,60 | 1,20 | 502      | 62,91                |
| Aranhas                                       | 24,72 | 25,84 | 39,89 | 1,12 | 0    | 0,56 | 1,12 | 1,12 | 178      | 65,44                |
| Benquerença                                   | 22,22 | 41,03 | 24,36 | 4,27 | 2,14 | 1,28 | 1,71 | 0,43 | 234      | 57,78                |
| Meimão                                        | 28,57 | 42,86 | 15,79 | 4,51 | 0    | 0,75 | 1,50 | 0    | 133      | 58,08                |
| Meimoa                                        | 25,88 | 30,59 | 29,41 | 1,18 | 1,18 | 0,59 | 2,35 | 3,53 | 170      | 60,71                |
| Pedrógão de São Pedro e Bemposta              | 41,89 | 20,27 | 22,52 | 4,50 | 0,45 | 1,35 | 1,35 | 1,35 | 222      | 50,45                |
| Penamacor                                     | 40,58 | 25,61 | 21,58 | 3,17 | 0,86 | 1,58 | 1,29 | 1,58 | 695      | 64,41                |
| Salvador                                      | 20,78 | 23,38 | 46,10 | 2,60 | 0,65 | 0,65 | 1,30 | 0    | 154      | 55,40                |
| Vale da Senhora da Póvoa                      | 26,15 | 33,08 | 21,54 | 4,62 | 3,85 | 1,54 | 2,31 | 0    | 130      | 72,63                |
| Penamacor                                     | 32,09 | 28,87 | 25,64 | 3,14 | 1,49 | 1,45 | 1,32 | 1,20 | 2 418    | 61,06                |

### Proença-a-Nova
| Partido                 | Partido                          | Votos | %               | +/-     |
| ----------------------- | -------------------------------- | ----- | --------------- | ------- |
|                         | AD - Coligação PSD/CDS           | 2 016 | 46,60 / 100,00  | 5,42    |
|                         | Partido Socialista               | 1 021 | 23,60 / 100,00  | 5,76    |
|                         | Chega                            | 717   | 16,57 / 100,00  | 1,34    |
|                         | Alternativa Democrática Nacional | 118   | 2,73 / 100,00   | 0,77    |
|                         | Iniciativa Liberal               | 112   | 2,59 / 100,00   | 0,10    |
|                         | Livre                            | 59    | 1,36 / 100,00   | Estável |
|                         | Outros (com menos de 1,00%)      | 143   | 3,31 / 100,00   |         |
| Votos Inválidos         | Votos Inválidos                  | 140   | 3,24 / 100,00   | 0,17    |
| Total                   | Total                            | 4 326 | 100,00 / 100,00 |         |
| Eleitorado/Participação | Eleitorado/Participação          | 6 534 | 66,21 / 100,00  | 1,61    |

| Freguesia                          | %     | %     | %     | %    | %    | %    | Votantes | Taxa de Participação |
| Freguesia                          | AD    | PS    | CH    | ADN  | IL   | L    | Votantes | Taxa de Participação |
| ---------------------------------- | ----- | ----- | ----- | ---- | ---- | ---- | -------- | -------------------- |
| Freguesia                          |       |       |       |      |      |      | Votantes | Taxa de Participação |
| Montes da Senhora                  | 44,24 | 23,86 | 19,03 | 3,22 | 1,88 | 0,27 | 373      | 67,09                |
| Proença-a-Nova e Peral             | 46,77 | 22,95 | 16,66 | 2,42 | 2,64 | 1,70 | 2 767    | 68,44                |
| São Pedro do Esteval               | 39,71 | 29,41 | 17,65 | 2,94 | 2,94 | 0,37 | 272      | 68,86                |
| Sobreira Formosa e Alvito da Beira | 49,12 | 23,74 | 14,99 | 3,39 | 2,63 | 1,09 | 914      | 59,35                |
| Proença-a-Nova                     | 46,60 | 23,60 | 16,57 | 2,73 | 2,59 | 1,36 | 4 326    | 66,21                |

### Sertã
| Partido                 | Partido                          | Votos  | %               | +/-  |
| ----------------------- | -------------------------------- | ------ | --------------- | ---- |
|                         | AD - Coligação PSD/CDS           | 4 073  | 46,27 / 100,00  | 5,32 |
|                         | Partido Socialista               | 1 776  | 20,18 / 100,00  | 5,47 |
|                         | Chega                            | 1 766  | 20,06 / 100,00  | 1,83 |
|                         | Iniciativa Liberal               | 231    | 2,62 / 100,00   | 0,45 |
|                         | Alternativa Democrática Nacional | 196    | 2,23 / 100,00   | 0,28 |
|                         | Livre                            | 137    | 1,56 / 100,00   | 0,08 |
|                         | Bloco de Esquerda                | 99     | 1,12 / 100,00   | 1,45 |
|                         | Outros (com menos de 1,00%)      | 223    | 2,53 / 100,00   |      |
| Votos Inválidos         | Votos Inválidos                  | 301    | 3,42 / 100,00   | 0,08 |
| Total                   | Total                            | 8 802  | 100,00 / 100,00 |      |
| Eleitorado/Participação | Eleitorado/Participação          | 13 143 | 66,97 / 100,00  | 2,17 |

| Freguesia                                 | %     | %     | %     | %    | %    | %    | %    | Votantes | Taxa de Participação |
| Freguesia                                 | AD    | PS    | CH    | IL   | ADN  | L    | BE   | Votantes | Taxa de Participação |
| ----------------------------------------- | ----- | ----- | ----- | ---- | ---- | ---- | ---- | -------- | -------------------- |
| Freguesia                                 |       |       |       |      |      |      |      | Votantes | Taxa de Participação |
| Cabeçudo                                  | 43,27 | 23,65 | 18,27 | 2,88 | 1,92 | 1,73 | 1,73 | 520      | 63,49                |
| Carvalhal                                 | 37,40 | 33,33 | 19,51 | 0,81 | 1,63 | 1,22 | 0    | 246      | 67,96                |
| Castelo                                   | 44,63 | 22,41 | 20,56 | 2,04 | 1,67 | 0,93 | 1,67 | 540      | 62,57                |
| Cernache do Bonjardim, Nesperal e Palhais | 41,33 | 19,90 | 24,18 | 2,21 | 2,26 | 1,62 | 1,67 | 2 035    | 66,77                |
| Cumeada e Marmeleiro                      | 50,64 | 23,65 | 15,42 | 2,06 | 2,06 | 1,03 | 0,77 | 389      | 68,73                |
| Ermida e Figueiredo                       | 69,72 | 8,72  | 14,22 | 0,92 | 3,21 | 0    | 0    | 218      | 65,27                |
| Pedrógão Pequeno                          | 49,25 | 18,00 | 16,50 | 1,25 | 3,25 | 2,75 | 0,75 | 400      | 67,80                |
| Sertã                                     | 46,52 | 19,40 | 20,41 | 3,48 | 2,05 | 1,64 | 0,93 | 3 650    | 69,46                |
| Troviscal                                 | 54,95 | 18,56 | 14,36 | 0,99 | 3,71 | 0,74 | 0,74 | 404      | 60,75                |
| Várzea dos Cavaleiros                     | 52,00 | 19,75 | 15,00 | 3,00 | 2,25 | 2,25 | 1,00 | 400      | 62,40                |
| Sertã                                     | 46,27 | 20,18 | 20,06 | 2,62 | 2,23 | 1,56 | 1,12 | 8 802    | 66,97                |

### Vila de Rei
| Partido                 | Partido                                  | Votos | %               | +/-  |
| ----------------------- | ---------------------------------------- | ----- | --------------- | ---- |
|                         | AD - Coligação PSD/CDS                   | 1 056 | 52,69 / 100,00  | 7,83 |
|                         | Chega                                    | 383   | 19,11 / 100,00  | 0,55 |
|                         | Partido Socialista                       | 284   | 14,17 / 100,00  | 3,86 |
|                         | Alternativa Democrática Nacional         | 57    | 2,84 / 100,00   | 0,43 |
|                         | Iniciativa Liberal                       | 46    | 2,30 / 100,00   | 0,26 |
|                         | Livre                                    | 38    | 1,90 / 100,00   | 0,08 |
|                         | Coligação Democrática Unitária (PCP-PEV) | 30    | 1,50 / 100,00   | 0,12 |
|                         | Outros (com menos de 1,00%)              | 53    | 2,65 / 100,00   |      |
| Votos Inválidos         | Votos Inválidos                          | 57    | 2,85 / 100,00   | 1,13 |
| Total                   | Total                                    | 2 004 | 100,00 / 100,00 |      |
| Eleitorado/Participação | Eleitorado/Participação                  | 2 713 | 73,87 / 100,00  | 0,18 |

| Freguesia        | %     | %     | %     | %    | %    | %    | %    | Votantes | Taxa de Participação |
| Freguesia        | AD    | CH    | PS    | ADN  | IL   | L    | CDU  | Votantes | Taxa de Participação |
| ---------------- | ----- | ----- | ----- | ---- | ---- | ---- | ---- | -------- | -------------------- |
| Freguesia        |       |       |       |      |      |      |      | Votantes | Taxa de Participação |
| Fundada          | 57,34 | 16,67 | 14,12 | 0,85 | 2,82 | 0,85 | 2,82 | 354      | 77,29                |
| São João do Peso | 48,10 | 27,85 | 12,66 | 3,80 | 0    | 2,53 | 2,53 | 79       | 70,54                |
| Vila de Rei      | 51,88 | 19,22 | 14,26 | 3,25 | 2,29 | 2,10 | 1,15 | 1 571    | 73,31                |
| Vila de Rei      | 52,69 | 19,11 | 14,17 | 2,84 | 2,30 | 1,90 | 1,50 | 2 004    | 73,87                |

### Vila Velha de Ródão
| Partido                 | Partido                                  | Votos | %               | +/-  |
| ----------------------- | ---------------------------------------- | ----- | --------------- | ---- |
|                         | Partido Socialista                       | 663   | 37,33 / 100,00  | 6,39 |
|                         | AD - Coligação PSD/CDS                   | 469   | 26,41 / 100,00  | 4,28 |
|                         | Chega                                    | 410   | 23,09 / 100,00  | 3,89 |
|                         | Coligação Democrática Unitária (PCP-PEV) | 48    | 2,70 / 100,00   | 0,24 |
|                         | Livre                                    | 35    | 1,97 / 100,00   | 0,61 |
|                         | Alternativa Democrática Nacional         | 31    | 1,75 / 100,00   | 0,88 |
|                         | Bloco de Esquerda                        | 31    | 1,75 / 100,00   | 1,84 |
|                         | Iniciativa Liberal                       | 27    | 1,52 / 100,00   | 0,22 |
|                         | Outros (com menos de 1,00%)              | 25    | 1,41 / 100,00   |      |
| Votos Inválidos         | Votos Inválidos                          | 37    | 2,08 / 100,00   | 0,17 |
| Total                   | Total                                    | 1 776 | 100,00 / 100,00 |      |
| Eleitorado/Participação | Eleitorado/Participação                  | 2 763 | 64,28 / 100,00  | 2,13 |

| Freguesia           | %     | %     | %     | %    | %    | %    | %    | %    | Votantes | Taxa de Participação |
| Freguesia           | PS    | AD    | CH    | CDU  | L    | ADN  | BE   | IL   | Votantes | Taxa de Participação |
| ------------------- | ----- | ----- | ----- | ---- | ---- | ---- | ---- | ---- | -------- | -------------------- |
| Freguesia           |       |       |       |      |      |      |      |      | Votantes | Taxa de Participação |
| Fratel              | 41,03 | 27,93 | 16,21 | 2,76 | 2,07 | 2,07 | 1,03 | 1,38 | 290      | 66,21                |
| Perais              | 39,00 | 31,54 | 16,60 | 2,49 | 1,66 | 1,24 | 1,24 | 1,66 | 241      | 60,71                |
| Sarnadas de Ródão   | 36,53 | 28,04 | 23,99 | 1,11 | 1,11 | 2,95 | 1,48 | 1,48 | 271      | 59,56                |
| Vila Velha de Ródão | 36,04 | 24,23 | 26,49 | 3,18 | 2,26 | 1,44 | 2,16 | 1,54 | 974      | 66,12                |
| Vila Velha de Ródão | 37,33 | 26,41 | 23,09 | 2,70 | 1,97 | 1,75 | 1,75 | 1,52 | 1 776    | 64,28                |

## Lista de Deputados Eleitos
A lista apresentada é conforme a aplicação do Método D'Hondt:
| N.º | Nome                                      | Partido | Partido            | Partido                          | Quociente |
| --- | ----------------------------------------- | ------- | ------------------ | -------------------------------- | --------- |
| 1   | Pedro Trigo de Morais de Albuquerque Reis |         |                    | AD - Coligação PSD/CDS (PPD/PSD) | 33616     |
| 2   | Nuno Jorge Cardona Fazenda de Almeida     |         | Partido Socialista | Partido Socialista               | 29751     |
| 3   | João Filipe Dias Ribeiro                  |         | Chega              | Chega                            | 24313     |
| 4   | Ricardo José Martins Aires                |         |                    | AD - Coligação PSD/CDS (PPD/PSD) | 16808     |